# François Krafft
François Krafft (Franciscus) est un claveciniste, pédagogue et compositeur belge, baptisé à Bruxelles le 3 octobre 1733 et décédé après 1783 (peut-être en 1800 ).

## Biographie
Issu d’une famille de graveurs, instrumentistes et compositeurs d’origine allemande et installée à Bruxelles dès la fin du XVIIIe siècle, François Krafft est le fils de Jean-Thomas Krafft et Elisabeth van Helmont, elle-même probablement parente du compositeur Charles-Joseph van Helmont (1715-1790).
François Krafft appartient à la troisième génération de l’école belge de clavecin aux côtés de Herman-François Delange, Jean-Jacques Robson et de deux membres de la famille Boutmy .
François Krafft semble avoir été employé à la Chapelle royale de 1770 à 1783, comme tend à le confirmer la page de titre de ses Sei divertimenti op. 5. Parallèlement, il fut professeur de clavecin à Liège ainsi qu’en Allemagne où trois de ses œuvres ont été publiées et où il aurait vécu quelque temps .
Les musicologues belges ne s’étant pas encore penchés sur son cas, c’est quasi tout ce que l’on sait de François Krafft.

## Liste des œuvres

### Musique vocale
- Messes
  - Missa Sancti Francesci, en ré majeur (4 voix et orchestre)
  - Missa solemnis (4 voix et orchestre)
  - Missa tertia, en mi bémol majeur (4 voix et orchestre)
- Te Deum (4 voix et orchestre)

- Motets (à 4 voix et orchestre)
  - Beatus vir, en ré majeur
  - Cum invocarem, en ré majeur
  - Litania BVM, en ré majeur
  - Qualis turbine
  - Quare fremuerunt, en ré majeur
  - Quis strepitus
  - Si consistunt adversamo, en ré majeur
  - Super flumina, en sol mineur
  - Salve regina, pour 4 voix et 9 instruments
  - In convertendo, en ré majeur, pour 5 voix et orchestre

### Musique instrumentale
- 6 Symphonies op. 1 (pour 2 violons, alto, basse, 2 cors ad lib.), Nuremberg & Liège, 1756
- 12 Menuets pour clavecin (ou avec violon, flûte, hautbois & b.c.), Augsburg, 1758
- 6 Sonate a tre op.2 pour 2 flûtes et basse continue, Paris, s.d.
- 6 Sonate per il Cembalo, Op.4, Bruxelles, s.d. (v. 1760)
- 6 Divertimenti Op.5 pour clavecin, et violon, Bruxelles, s.d.
- 13 Pièces en écho (pour orgue)